# Luis Gil
Luis Gil (Garden Grove, 14 novembre 1993) è un calciatore statunitense, centrocampista del Spokane Velocity.

## Carriera

### Nazionale
Ha giocato 4 partite senza mai segnare nei Mondiali Under-17 del 2011; il 21 giugno 2013 segna un gol nella partita persa per 4-1 contro la Spagna, valevole per la prima giornata della fase a gironi dei Mondiali Under-20.

## Palmarès

### Individuale
- U.S. Soccer Athlete of the Year: 1

Miglior giovane: 2009